# Смит, Кросби
Кросби Смит (англ. Crosbie W. Smith; род. 19 октября 1949) — британский историк науки. Доктор философии, эмерит-профессор Кентского университета, директор Центра истории и культурологии науки при Rutherford College, Kent. Дважды лауреат Pfizer Award (1990, 2000) — ее удостаивался дважды помимо него только биограф Ньютона Ричард Вестфолл.
Изучал историю и философию науки (HPS, History and philosophy of science) в кембриджском Клэр-колледже и окончил его с первоклассным отличием. Там же, в Кембридже, получил докторскую степень за исследования по истории паровой энергетики викторианской эпохи. Став исследовательским феллоу - стал одним из основателей группы по истории науки в Кентском университете (возглавлял ее Морис Кросленд), затем профессор, ныне эмерит (в отставке с 2014). Секретарь Британского общества истории науки с 1989 по 1995 год. Редактор Британского журнала истории науки с 1999 по 2004 год. Ныне член редсовета BJHS. Являлся ассоциированным редактором Oxford Dictionary of National Biography. Под его началом получил докторскую степень Jon Agar.
Автор The Science of Energy: A Cultural History of Energy Physics in Victorian Britain (Chicago: University of Chicago Press, 1998) {Рец.}.
Соавтор — вместе с M. Norton Wise — Energy and Empire: A Biographical Study of Lord Kelvin (New York: Cambridge University Press, 1989) и соредактор Making Space for Science: Territorial Themes in the Shaping of Knowledge. Публиковался в Annals of Science, British Journal for the Philosophy of Science, English Historical Review. Также соавтор Engineering Empires: A Cultural History of Technology in Nineteenth-Century Britain и автор Coal, Steam and Ships: Engineering, Enterprise and Empire on the Nineteenth-Century Seas (Cambridge, UK: Cambridge University Press, 2018. Pp. 468) {Рец.}.